# Chamell Asprilla
Chamell Gernell Asprilla Alarcón (nacido el 11 de agosto de 1998) es un futbolista panameño que juega como mediocampista.

## Trayectoria

### Inicios
Se formó en la reservas del CD Árabe Unido, a los 17 años fue hacer una prueba al Villareal CF B pero nos la paso y regreso al CD Árabe Unido.

### CD Árabe Unido
Después de pasar sus las categorías inferiores del CD Árabe Unido debutó profesionalmente con el club en la Primera División de Panamá el 13 de agosto de 2016 en la victoria 0 a 2 contra el Alianza FC en el Estadio Maracaná en donde fue titular y jugó hasta el minuto 76 anotando el segundo gol de partido. Salió campeón con el club del LPF Apertura 2016 en donde jugó 11 partidos y anotó 3 goles. Quedó subcampeón de la LPF Clausura 2017 en donde jugó 9 partidos y anotó 1 gol, en la Liga de Campeones de la Concacaf 2016-17 estuvo en la banca llegando hasta los cuartos de final, en la Liga Concacaf 2017 estuvo en la banca en donde llegaron hasta las semifinales, que subcampeón nuevamente en el LPF Apertura 2017 en donde jugó 8 partidos y anotó 1 gol, en la LPF Clausura 2018 jugó 1 partido llegando hasta semifinales.

### Leones de América
El 1 de julio de 2018 fue anunciado su cesión por el CD Árabe Unido a los Leones de América para jugar la Liga Nacional de Ascenso. Quedó campeón del Ascenso LPF Apertura 2018, en jugó el Ascenso LPF Clausura 2019.

### CD Almeda
El 1 de julio de 2019 fue anunciado su cesión por el CD Árabe Unido al CD Almeda por una temporada.

### CD Árabe Unido
El 1 de octubre de 2020 fue anunciado su regresó de la cesión del CD Almeda al CD Árabe Unido. Disputó su primer partido tras su regresó el 22 de octubre de 2020 en el empate 1 a 1 contra el Tauro FC en el Estadio Agustín Muquita Sánchez en donde fue suplente y entró al minuto 26 por el lesionado Armando Dely al minuto 26. En la Torneo Clausura 2020 jugó 6 partidos, en el Torneo Apertura 2021 jugó 14 partidos y anotó 3 goles.

### Veraguas CD
El 29 de junio de 2021 fue anunciado como nuevo jugador del Veraguas CD. Debutó con el club el 7 de agosto de 2021 en la derrota 2 a 1 contra el CD Universitario en el Estadio Universidad Latina en donde fue suplente y entró al minuto 76 por José González. En el Torneo Clausura 2021 jugó 14 partidos y anotó 1 gol llegando hasta las semifinales.

### Atlético Chiriquí
El 28 de diciembre de 2021 fue anunciado como nuevo jugador del Atlético Chiriquí. Debutó con el club el 6 de febrero de 2022 en la derrota 0 a 3 contra el Club Atlético Independiente de La Chorrera en el Estadio San Cristóbal en donde fue titular y jugó hasta el minutó 46. En el Torneo Apertura 2022 jugó 18 partidos y anotó 2 goles llegando hasta semifinales, en el Torneo Clausura 2022 jugó 16 partidos, en el Torneo Apertura 2023 (Panamá) jugó 3 partidos.

## Selección nacional

### Categoría inferiores
Fue convocado por la selección sub-15 de Panamá, fue convocado por la selección sub-17 de Panamá para el Campeonato Sub-17 de CONCACAF 2015 y por la selección sub-20 de Panamá para el Campeonato Sub-20 de CONCACAF 2017.

### Selección absoluta
Asprilla hizo su debut con la selección absoluta de Panamá el 24 de octubre de 2017, en la victoria 0 a 5 durante un partido amistoso contra Granada en el Kirani James Athletic Stadium en donde fue suplente y entró al minuto 57 por José González.

### Participaciones en selección nacional
| Copa                       | Categoría | Sede       | Resultado           | Partidos | Goles |
| -------------------------- | --------- | ---------- | ------------------- | -------- | ----- |
| Campeonato Sub-20 2017     | Sub-20    | Costa Rica | Fase clasificatoria | 1        | 0     |
| XI Juegos Centroamericanos | Sub-20    | Nicaragua  | Primera fase        | 0        | 0     |

## Clubes
| Club              | País   | Año         |
| ----------------- | ------ | ----------- |
| CD Árabe Unido    | Panamá | 2015 - 2018 |
| Leones de América | Panamá | 2018 - 2019 |
| CD Almeda         | España | 2019 - 2020 |
| CD Árabe Unido    | Panamá | 2020 - 2021 |
| Veraguas CD       | Panamá | 2021        |
| Atlético Chiriquí | Panamá | 2021 - 2023 |

## Palmarés

### Títulos nacionales
| Título           | Club              | País   | Año    |
| ---------------- | ----------------- | ------ | ------ |
| Primera División | CD Árabe Unido    | Panamá | 2016-A |
| Liga de Ascenso  | Leones de América | Panamá | 2018-A |